# Gümüşhane (Provinz)
Gümüşhane ist eine türkische Provinz im Nordosten Anatoliens.
Die Binnenprovinz grenzt im Westen an die Provinz Giresun, im Süden an die Provinz Erzincan, im Osten an die Provinz Bayburt und im Norden an Provinz Trabzon. Sie rangiert auf Platz 77 (von 81 Provinzen) der Bevölkerungsliste. Ihre Hauptstadt ist das gleichnamige Gümüşhane.

## Name
Der Name Gümüşhane bedeutet übersetzt Silberhaus. Die Stadt Gümüşhane hatte in historischen Zeiten reiche Silber- und Bronzeminen, die nach Trabzon lieferten. Der alte griechische Name für die Stadt war Θήρα (Thera).

## Verwaltungsgliederung
Die Provinz Gümüşhane besteht aus sechs Landkreisen:
| Kreis- code 1        | Landkreis (İlçe)     | Fläche 2 (km²) | Bevölkerung (2020) 3 | Bevölkerung (2020) 3       | Anzahl der Einheiten   | Anzahl der Einheiten  | Anzahl der Einheiten | Bevölke- rungs- dichte (Ew./km²) | städt. Anteil (in %) | Sex Ratio 4 | Grün- dungs- datum 5, 6 |
| Kreis- code 1        | Landkreis (İlçe)     | Fläche 2 (km²) | Landkreis (İlçe)     | Verwal- tungssitz (Merkez) | Gemein- den (Belediye) | Stadt- viertel (Mah.) | Dörfer (Köy)         | Bevölke- rungs- dichte (Ew./km²) | städt. Anteil (in %) | Sex Ratio 4 | Grün- dungs- datum 5, 6 |
| -------------------- | -------------------- | -------------- | -------------------- | -------------------------- | ---------------------- | --------------------- | -------------------- | -------------------------------- | -------------------- | ----------- | ----------------------- |
| 1369                 | Gümüşhane Merkez     | 1.889          | 51.483               | 37.752                     | 2                      | 20                    | 92                   | 27,3                             | 82,46                | 971         |                         |
| 1458                 | Kelkit               | 1.571          | 39.123               | 17.018                     | 6                      | 21                    | 77                   | 24,9                             | 76,88                | 969         |                         |
| 1822                 | Köse                 | 353            | 7.005                | 5.201                      | 1                      | 5                     | 14                   | 19,8                             | 74,25                | 988         | 1987                    |
| 1971                 | Kürtün               | 917            | 12.792               | 5.285                      | 2                      | 9                     | 34                   | 13,9                             | 59,64                | 938         | 1990                    |
| 1660                 | Şiran                | 965            | 19.874               | 12.512                     | 2                      | 13                    | 64                   | 20,6                             | 74,72                | 981         |                         |
| 1684                 | Torul                | 973            | 11.425               | 6.103                      | 1                      | 8                     | 37                   | 11,7                             | 53,42                | 969         |                         |
| 29 PROVINZ Gümüşhane | 29 PROVINZ Gümüşhane | 6.668          | 141.702              |                            | 14                     | 76                    | 318                  | 21,3                             | 75,03                | 970         |                         |

## Bevölkerung

### Ergebnisse der Bevölkerungsfortschreibung
Nachfolgende Tabelle zeigt die jährliche Bevölkerungsentwicklung am Jahresende nach der Fortschreibung durch das 2007 eingeführte adressierbare Einwohnerregister (ADNKS). Zusätzlich sind die Bevölkerungswachstumsrate und das Geschlechterverhältnis (Sex Ratio d. h. Anzahl der Frauen pro 1000 Männer) aufgeführt. Der Zensus von 2011 ermittelte 129.045 Einwohner, das sind über 58.000 Einwohner weniger als zum Zensus 2000.

| Jahr | Bevölkerung am Jahresende | Bevölkerung am Jahresende | Bevölkerung am Jahresende | Wachstums- rate der Be- völkerung (in %) | Geschlechter verhältnis (Frauen auf 1000 Männer) | Rang (unter den 81 Provinzen) |
| Jahr | gesamt                    | männlich                  | weiblich                  | Wachstums- rate der Be- völkerung (in %) | Geschlechter verhältnis (Frauen auf 1000 Männer) | Rang (unter den 81 Provinzen) |
| ---- | ------------------------- | ------------------------- | ------------------------- | ---------------------------------------- | ------------------------------------------------ | ----------------------------- |
| 2020 | 141.702                   | 71.943                    | 69.759                    | −13,87                                   | 970                                              | 78                            |
| 2019 | 164.521                   | 83.196                    | 81.325                    | 1,09                                     | 978                                              | 77                            |
| 2018 | 162.748                   | 82.468                    | 80.280                    | −4,36                                    | 973                                              | 77                            |
| 2017 | 170.173                   | 86.097                    | 84.076                    | −1,08                                    | 977                                              | 76                            |
| 2016 | 172.034                   | 87.564                    | 84.470                    | 13,59                                    | 965                                              | 76                            |
| 2015 | 151.449                   | 76.770                    | 74.679                    | 3,48                                     | 973                                              | 77                            |
| 2014 | 146.353                   | 74.173                    | 72.180                    | 3,49                                     | 973                                              | 77                            |
| 2013 | 141.412                   | 71.653                    | 69.759                    | 4,58                                     | 974                                              | 77                            |
| 2012 | 135.216                   | 68.466                    | 66.750                    | 2,15                                     | 975                                              | 77                            |
| 2011 | 132.374                   | 67.023                    | 65.351                    | 2,13                                     | 975                                              | 77                            |
| 2010 | 129.618                   | 65.031                    | 64.587                    | −1,04                                    | 993                                              | 77                            |
| 2009 | 130.976                   | 65.874                    | 65.102                    | −0,30                                    | 988                                              | 77                            |
| 2008 | 131.367                   | 65.749                    | 65.618                    | 0,41                                     | 998                                              | 77                            |
| 2007 | 130.825                   | 65.261                    | 65.564                    | –                                        | 1005                                             | 77                            |
| 2000 | 186.953                   | 94.879                    | 92.074                    |                                          | 970                                              | 74                            |

### Volkszählungsergebnisse
Nachfolgende Tabellen geben den bei den 14 Volkszählungen dokumentierten Einwohnerstand der Provinz Edirne wieder.
Die Werte der linken Tabelle sind E-Books (der Originaldokumente) entnommen, die Werte der rechten Tabelle entstammen der Datenabfrage des Türkischen Statistikinstituts TÜIK – abrufbar über diese Webseite:
| Jahr | Bevölkerung | Bevölkerung | Rang |
| Jahr | Provinz     | Türkei      | Rang |
| ---- | ----------- | ----------- | ---- |
| 1927 | 122.231     | 13.648.270  | 49   |
| 1935 | 162.667     | 16.158.018  | 48   |
| 1940 | 181.290     | 17.820.950  | 47   |
| 1945 | 190.130     | 18.790.174  | 46   |
| 1950 | 203.994     | 20.947.188  | 46   |
| 1955 | 213.553     | 24.064.763  | 50   |
| 1960 | 243.115     | 27.754.820  | 48   |

| Jahr | Bevölkerung | Bevölkerung | Rang |
| Jahr | Provinz     | Türkei      | Rang |
| ---- | ----------- | ----------- | ---- |
| 1965 | 262.731     | 31.391.421  | 52   |
| 1970 | 282.238     | 35.605.176  | 52   |
| 1975 | 293.673     | 40.347.719  | 52   |
| 1980 | 275.191     | 44.736.957  | 56   |
| 1985 | 283.753     | 50.664.458  | 56   |
| 1990 | 169.375     | 56.473.035  | 71   |
| 2000 | 186.953     | 67.803.927  | 74   |

Anzahl der Provinzen bezogen auf die Censusjahre:
- 1927, 1940 bis 1950: 63 Provinzen
- 1935: 57 Provinzen
- 1955: 67 Provinzen
- 1960 bis 1985: 73 Provinzen
- 1990: 73 Provinzen
- 2000: 81 Provinzen

## Persönlichkeiten
- Aydın Doğan (* 1936), türkischer Medien-Tycoon, unter anderem Doğan-Media
- Kemal Pir (1952–1982), Mitbegründer der Untergrundorganisation Arbeiterpartei Kurdistans (PKK)